# Campos de concentração no Brasil na Segunda Guerra Mundial
A partir de 1942, o Brasil, que havia declarado guerra recentemente à Alemanha Nazista e à Itália Fascista, começou a criar campos de concentração operados pelo governo Vargas. Cerca de 3 mil pessoas, entre alemães, italianos e japoneses, foram levadas a mais de uma dezena de campos distribuídos por vários estados do Brasil.

## Antecedentes
Os imigrantes europeus recém-chegados ao Brasil tinham esperanças de se estabelecer no país e do governo de contribuírem para o desenvolvimento acelerado do Brasil. Aqueles que não tinham boas condições financeiras frequentemente ingressavam no setor industrial do país. Como as leis trabalhistas foram criadas mais tardiamente, esses imigrantes eram vistos como desordeiros, pois o governo os associava às reivindicações sociais e políticas. Criada em 1924, a Departamento de Ordem Política e Social (DOPS) vigiava esses migrantes com receio de que se manifestassem em busca de melhores condições políticas e sociais.

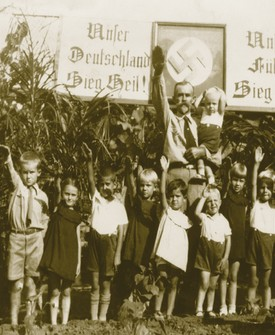
Crianças fazem a saudação nazista em Presidente Bernardes, São Paulo (c. 1935)

Em 1928, a célula brasileira do partido Nazista foi criada no Brasil, atuando principalmente nas cidades com presença alemã, embora não aceitassem brasileiros descendentes de alemães. As atividades nazistas no Brasil foram oficialmente proibidas a partir de 1938, embora tenham continuado a funcionar até 1942. Após o início da Segunda Guerra Mundial, o DOPS passou a se preocupar mais com os cidadãos alemães, principalmente depois de ter sido descoberta uma rede de espionagem nazista no Brasil que levou à prisão de 64 pessoas, entre estrangeiros e nacionais.
A partir de 1942, com a declaração de guerra brasileira contra o Eixo e o afundamento de navios mercantes brasileiros pelos nazistas, os alemães, italianos e japoneses passaram a sofrer intensa perseguição no país. A raiva popular fez vítimas inocentes, embora tenha desmascarado uma rede de espionagem.

## Criação dos campos
Os "campos de internamento", como eram chamados pelo governo, foram instalados a partir de 1942 no Brasil. Oficialmente, 12 campos foram estabelecidos, mas a relatos de que foram 31, nos estados do Rio Grande do Sul, Santa Catarina, Paraná, São Paulo, Rio de Janeiro, Minas Gerais, Pará e Pernambuco. Esses campos eram destinados principalmente aos italianos, japoneses e, principalmente, aos alemães, esse grupo foi denominado na mídia em massa como 'súditos do Eixo'. Austríacos também foram levados para esses campos. Mesmo não sendo presos, vários foram levados das zonas litorâneas para o interior e tiveram sua liberdade cerceada e sua locomoção restringida.
A reclusão nos campos praticamente foi uma precondição para o apoio brasileiro aos Aliados. O tratamento dado aos imigrantes foi um dos elementos de negociação no campo da política internacional.
Nos campos, os reclusos eram tratados como prisioneiros de guerra, eles não podiam falar sua própria língua, somente o português, e sua cultura era zombada, ignorada e hostilizada. Além disso, eles eram submetidos a trabalhos forçados. Os prisioneiros alemães só podiam receber visitas no Natal, e após essas visitas, parentes suspeitavam de tortura nos campos. Alguns prisioneiros precisavam de ajuda externa para se alimentar.
Em algumas cidades, como Curitiba e Porto Alegre, os prisioneiros foram detidos em prisões comuns. Os maiores campos estavam localizados em Pindamonhangaba e Guaratinguetá, em São Paulo. Muitos imigrantes alemães foram encaminhados para esses campos simplesmente por falarem alemão ou possuírem livros na língua alemã. Em Joinville, cerca de 200 pessoas foram presas em um hospital psiquiátrico desativado, e em Pernambuco, funcionários das Lojas Pernambucanas e da Companhia de Tecidos Paulista foram presos devido à origem alemã de seus patrões.
No Rio de Janeiro, no presídio de Ilha Grande e Ilha das Flores foram detidos prisioneiros acusados de espionagem, incluindo o famoso escritor Hans Curt Werner Meyer-Clason, que era tradutor de obras de língua portuguesa para o alemão. Embora esses campos não fossem semelhantes aos campos nazistas na Alemanha, ainda havia relatos de maus tratos. Cada campo tinha suas próprias características de reclusão dependendo do estado onde estava instalado.
Nenhuma informação sobre os campos estava disponível nos livros didáticos, pois até 1996 as informações eram confidenciais. O governo permitia apenas um acesso parcial aos dados. Os arquivos oficiais foram lacrados com base em uma lei que proibia consultas, pesquisas ou qualquer forma de divulgação.
Na Bahia os alemães foram enviados para Caetité, Andaraí, Mucugê, Seabra e Maracás.

## Principais campos

### Tomé-Açu
No estado do Pará, às margens do rio Acará, existia uma colônia japonesa no território que hoje corresponde ao município de Tomé-Açu. Os habitantes dessa região viviam da agricultura, cultivando hortaliças e arroz. Após o Brasil declarar guerra ao Eixo, o governo brasileiro começou a instalar gradualmente um campo de concentração no local.
Em abril de 1942, os cidadãos perderam seus direitos sobre suas propriedades devido a uma declaração de caducidade, e a área às margens do rio Acará foi isolada. Mesmo sem saber dos conflitos que estavam ocorrendo em sua terra natal, os japoneses foram presos e considerados prisioneiros de guerra. Segundo a BBC Brasil, aproximadamente 480 famílias japonesas, 32 alemães e alguns italianos foram levados para o campo de concentração.
Muitos japoneses tiveram suas casas e lojas saqueadas e incendiadas, deixando-os sem moradia. Posteriormente, eles foram transferidos para campos de confinamento em Tomé-Açu. Além disso, japoneses foram trazidos do Amazonas para Tomé-Açu, incluindo dirigentes da Companhia Industrial Amazonense. A mídia passou a chamá-los de "quinta coluna".
O campo de concentração estava completamente isolado pela mata amazônica e pelo rio, e as instalações, como hospitais, casas e outras construções, eram subordinadas ao Estado. Alguns prisioneiros, mesmo sem estarem reclusos, não tinham moradia nem alimento. O campo era vigiado por militares sob o comando do capitão João Evangelista Filho. Os pertences dos prisioneiros, como livros, aparelhos de rádio, armas e embarcações, eram confiscados por autoridades que os utilizavam para seu próprio benefício. Os habitantes do campo precisavam trabalhar para garantir sua subsistência, realizando tarefas básicas, como agricultura, e também sofriam racionamento de energia.
O campo foi encerrado em 1945, por decreto emitido com o fim da guerra, e as edificações construídas foram demolidas.

### Pouso Alegre
Em Pouso Alegre, no estado de Minas Gerais, o campo de confinamento não recebeu apenas civis, mas também militares. Os prisioneiros eram tripulantes de um navio mercante militar chamado Anneleise Essberger, afundado pela esquadra americana, situada em Fernando de Noronha. Os prisioneiros foram conduzidos de Recife, depois ao Rio de Janeiro e, finalmente, a um quartel em Pouso Alegre. Ao fim da guerra, o grupo de 62 pessoas foi entregue aos Estados Unidos em troca de prisioneiros da parte Aliada que estavam sob custódia dos nazistas.

### Curitiba
No estado do Paraná, a Granja do Canguiri, na região metropolitana de Curitiba, foi usada como campo de internamento. Os prisioneiros, principalmente japoneses, eram separados de seus filhos, que eram enviados para a Escola Agrícola Militar de Castro. Eles eram submetidos a trabalho forçado e sofriam humilhações encorajadas pelo governo, criando um ambiente quase como um zoológico humano. Recebiam visitas de estudantes que zombavam deles, ofereciam-lhes capim e imitavam sons de animais. Alguns assentamentos japoneses eram cercados pela polícia, que controlava seus movimentos.

### Santa Catarina

#### Joinville
Na cidade de Joinville, o campo foi instalado em um hospital psiquiátrico desativado, o Hospital Oscar Schneider. Embora o hospital reformado não tivesse a mesma crueldade dos campos nazistas, ainda mantinha a reclusão de alemães, italianos e japoneses. Era considerado o melhor dos campos devido à higiene dos quartos. Atualmente, onde funcionava o hospital, só restam ruínas.

#### Florianópolis
Em Florianópolis, o que resta do campo são três prédios reformados. Atualmente, esses prédios abrigam a Prefeitura do campus da Universidade Federal de Santa Catarina. O prédio que hoje abriga a prefeitura era a ala masculina do campo da Trindade, onde o primeiro andar funcionava como refeitório e o segundo como dormitórios. No terceiro prédio, funcionava a administração da prisão, e nas instalações existia uma sala escura que é apontada como o local onde eram realizadas as torturas.

### São Paulo

#### Pindamonhangaba
Os prisioneiros do campo de Pindamonhangaba chegaram a bordo do navio Windhuk, que havia partido de Hamburgo, na Alemanha, com destino à África do Sul. Ao chegar em Angola, onde estava carregando uma carga de laranjas, o navio foi perseguido por navios ingleses. A embarcação chegou ao Brasil em 1939, disfarçada como um navio japonês chamado Santo Maru. Mesmo após a descoberta de que o navio não era japonês, os alemães foram bem recebidos. A partir desse momento, começaram a se instalar em pensões e alguns permaneceram no próprio barco.
No entanto, quando o governo de Vargas rompeu com os nazistas, os cidadãos do Eixo passaram a ser vistos como inimigos do Estado. Foi então que, em uma fazenda em Pindamonhangaba, 136 pessoas do navio Windhuk foram internadas. Assim como em outros campos, havia algumas restrições, como a proibição de ler livros em alemão. Os prisioneiros podiam visitar o centro da cidade, desde que estivessem acompanhados pelos guardas.

#### Guaratinguetá
Outra parte da tripulação do navio Windhuk foi enviada para o campo de Guaratinguetá. Este campo ficava em uma fazenda, e os internos eram obrigados a trabalhar no campo. Nem sempre a alimentação fornecida era suficiente, e alguns prisioneiros precisavam da ajuda de alemães livres, que eram apelidados pelos internos de "padrinhos". Esses padrinhos eram alemães que não haviam chegado durante a guerra ou não eram suspeitos de espionagem.

## Localização dos campos
Nota: a lista a seguir é a localização dos campos que se tem conhecimento, haviam outros não oficiais.
| Cidade         | Estado            | Fonte |
| -------------- | ----------------- | ----- |
| Porto Alegre   | Rio Grande do Sul | [ 3 ] |
| Florianópolis  | Santa Catarina    | [ 3 ] |
| Joinville      | Santa Catarina    | [ 3 ] |
| Curitiba       | Paraná            | [ 3 ] |
| Pindamonhagaba | São Paulo         | [ 3 ] |
| Guaratinguetá  | São Paulo         | [ 3 ] |
| Pouso Alegre   | Minas Gerais      | [ 3 ] |
| Niterói        | Rio de Janeiro    | [ 3 ] |
| Araçoiaba      | Pernambuco        | [ 3 ] |
| Tomé-Açu       | Pará              | [ 3 ] |